# Teuleria de Piolet
La Teuleria de Piolet és una fàbrica de teules a Salàs de Pallars (el Pallars Jussà) inclosa a l'Inventari del Patrimoni Arquitectònic de Catalunya. Actualment en resten parts de l'edifici, bastit amb pedra escairada i morter. L'entrada, actualment tapiada, consisteix en un arc rebaixat bastit amb pedres disposades a sardinell. Es conserva part del forn, construcció cilíndrica feta amb paret de maons.